# Bataille de Chickamauga
Pour les articles homonymes, voir Chickamauga.
Guerre de Sécession
Batailles
Campagne de Chickamauga
- Seconde bataille de Chattanooga
- Bataille de Davis' Cross Roads
- Bataille de Chickamauga

La bataille de Chickamauga, qui se déroula du 18 au 20 septembre 1863, marque la fin de l'offensive de l'Union, dans le Sud du Tennessee et le Nord-Ouest de la Géorgie, appelée campagne de Chickamauga. Après la bataille, les forces de l'Union se retirent à Chattanooga, et les Confédérés gardent le contrôle du champ de bataille. Cette bataille est la plus importante défaite de l'Union dans le théâtre d'opérations de l'Ouest, durant la guerre de Sécession.

## Situation
L'armée du Cumberland, sous le commandement du général Rosecrans, est passée à l'offensive dans l'État du Tennessee le 24 juin 1863 et a contraint par ses manœuvres l'armée du Tennessee, dirigée par le général Braxton Bragg, de reculer jusqu'à Chattanooga, 130 km plus en arrière de leurs positions antérieures, en un peu plus d'une semaine. Rosecrans a ensuite arrêté son offensive pour des raisons de logistique pour ne la reprendre que le 16 août. Pour éviter d'être pris au piège dans Chattanooga, Bragg décide d'évacuer la ville le 8 septembre et les forces de l'Union l'occupent dès le lendemain. Mais Jefferson Davis, le président de la Confédération, refuse d'abandonner sans combattre le Tennessee et envoie en renfort à Bragg deux divisions venues du Mississippi ainsi que deux divisions, avec le général James Longstreet à leur tête, qu'il détache de l'armée de Virginie du Nord. Seule la moitié des 12 000 hommes de Longstreet arrivèrent à temps pour la bataille après avoir parcouru 1 400 km en train. De son côté, Rosecrans, attiré par des fausses rumeurs de retraite des Sudistes, poursuit son avancée vers le sud et son armée se regroupe dans la vallée de West Chickamauga Creek à la mi-septembre.

## Bataille

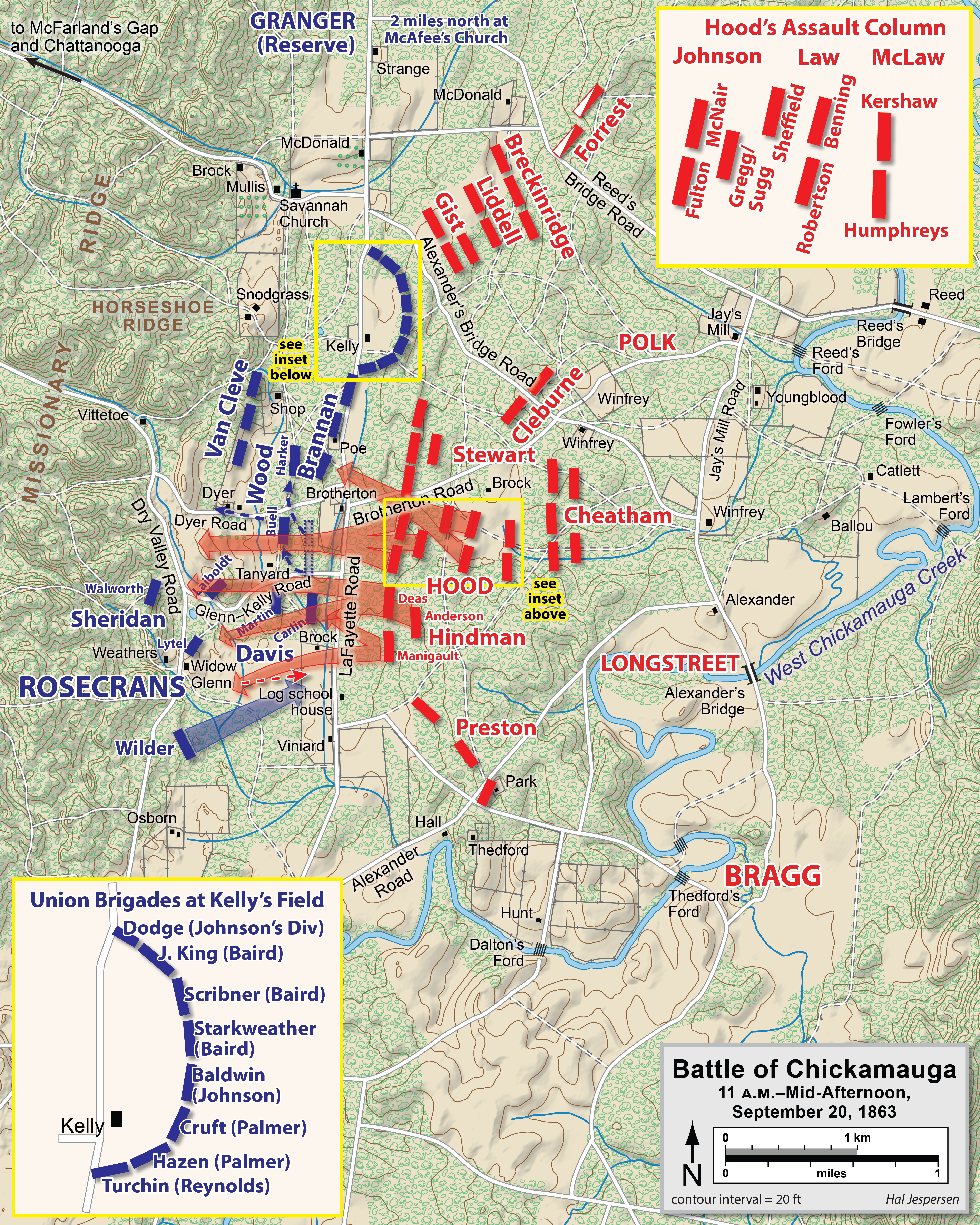
Les assauts de l'aile gauche de Longstreet, à la mi-journée du 20 septembre.

Le 18 septembre, l'arrivée d'une partie des forces de Longstreet donne aux Confédérés l'avantage numérique et quelques escarmouches éclatent sur l'aile gauche de l'armée de l'Union que Bragg cherche à contourner. Durant la nuit, le corps d'armée du général George Thomas vient renforcer cette aile gauche et, durant toute la journée du lendemain, Bragg s'obstine à vouloir mettre son plan à exécution. Les pertes sont lourdes des deux côtés mais les Nordistes ne perdent que très peu de terrain. Au soir du 19 septembre, Longstreet en personne arrive sur le champ de bataille et Bragg lui donne le commandement de son aile gauche, confiant l'aile droite à Leonidas Polk. 
Au matin du 20 septembre, les troupes de Polk lancent l'assaut contre les positions tenues par Thomas, mais elles se heurtent à une défense acharnée des troupes de l'Union. En fin de matinée, Longstreet lance sa propre offensive et ses hommes s'engouffrent dans une brèche créée involontairement par les Fédéraux à la suite d'un malencontreux changement de position d'une division. Cette percée chanceuse prend totalement de court le flanc droit de l'armée du Cumberland, qui bat précipitamment en retraite vers Chattanooga avec Rosecrans en personne. Longstreet demande alors des renforts à Bragg pour parachever la victoire mais cette demande lui est refusée. George Thomas prend quant à lui le commandement de ce qui reste de l'armée de l'Union et reçoit le renfort opportun de la division de Gordon Granger, qui était placée en réserve et a rejoint le champ de bataille de sa propre initiative. Les troupes de l'Union résistent toute la journée aux offensives menées par Longstreet et se retirent en bon ordre à la nuit tombée jusqu'à Chattanooga, où elles rejoignent le reste de l'armée.

## Conséquences
Mais ce succès des Sudistes n'est pas suivi de conséquences stratégiques puisque les Fédéraux tiennent toujours Chattanooga. Longstreet pousse Bragg à poursuivre l'assaut dès le lendemain, mais le commandant en chef de l'armée du Tennessee, consterné par les pertes subies par son armée malgré la victoire, refuse de poursuivre la contre-attaque. Il choisit une stratégie attentiste et empêche toute voie de ravitaillement d'arriver à Chattanooga, où les Nordistes se sont enfermés et commencent dès lors à manquer de nourriture. Le 25 septembre, 20 000 hommes de l'armée du Potomac sont envoyés dans le Tennessee, où ils arrivent le 6 octobre après un périple en train de 1 970 km. À la mi-octobre, Rosecrans est relevé de son poste et remplacé par George Thomas, surnommé désormais le « Roc de Chickamauga », et Ulysses S. Grant est en personne dépêché sur place pour prendre les opérations en main. Le 23 octobre, Grant donne l'ordre de rompre le blocus confédéré et ouvre une voie de ravitaillement sur Chattanooga. 
Du côté sudiste, un violent conflit oppose Bragg à ses subordonnés, qui se rejettent mutuellement la responsabilité pour n'avoir pas su exploiter leur victoire. Jefferson Davis propose alors à James Longstreet de reprendre le commandement de l'armée mais celui-ci décline l'offre et Bragg est finalement maintenu à son poste, plusieurs de ses généraux étant transférés sur d'autres fronts. Au début du mois de novembre, l'initiative repasse du côté de l'Union et la bataille de Chattanooga leur assure définitivement la mainmise sur le Tennessee.